# Vindereu american

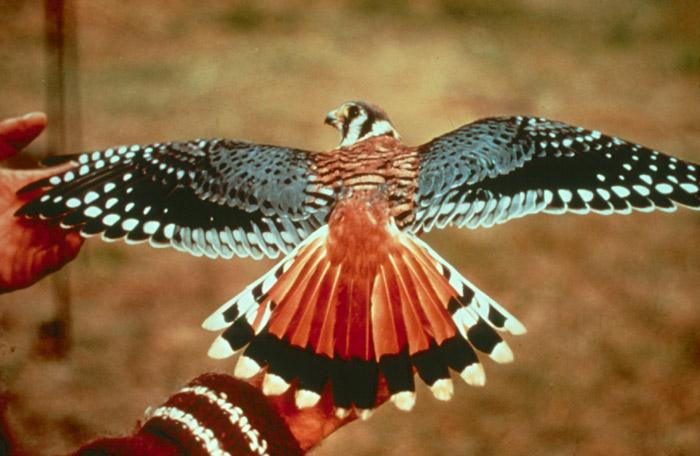
Mascul

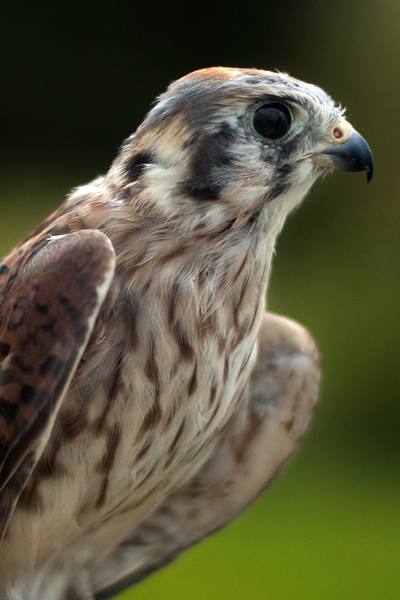
Femelă adultă în Winnipeg, Canada

Vindereul american (Falco sparverius) este o specie de păsări de pradă din genul Falco, familia Falconidae. Este nativă în America. Asemănator vânturelului roșu, are ceafa albastră. El scoate un chițăit râzător. E destul de rar. Mărimea este de 24 cm.

## Subspecii
Există 17 subspecii de Falco sparverius, însă nu toate sunt acceptate pe larg:
- Falco sparverius sparverius (sin.: Falco sparverius guadalupensis – Bond, 1943)[3]
- Falco sparverius paulus
- Falco sparverius peninsularis
- Falco sparverius tropicalis
- Falco sparverius nicaraguensis
- Falco sparverius caribaearum
- Falco sparverius brevipennis
- Falco sparverius dominicensis
- Falco sparverius sparverioides
- Falco sparverius ochraceus
- Falco sparverius caucae
- Falco sparverius isabellinus
- Falco sparverius aequatorialis
- Falco sparverius peruvianus
- Falco sparverius fernandensis
- Falco sparverius cinnamonimus
- Falco sparverius cearae

## Legături externe

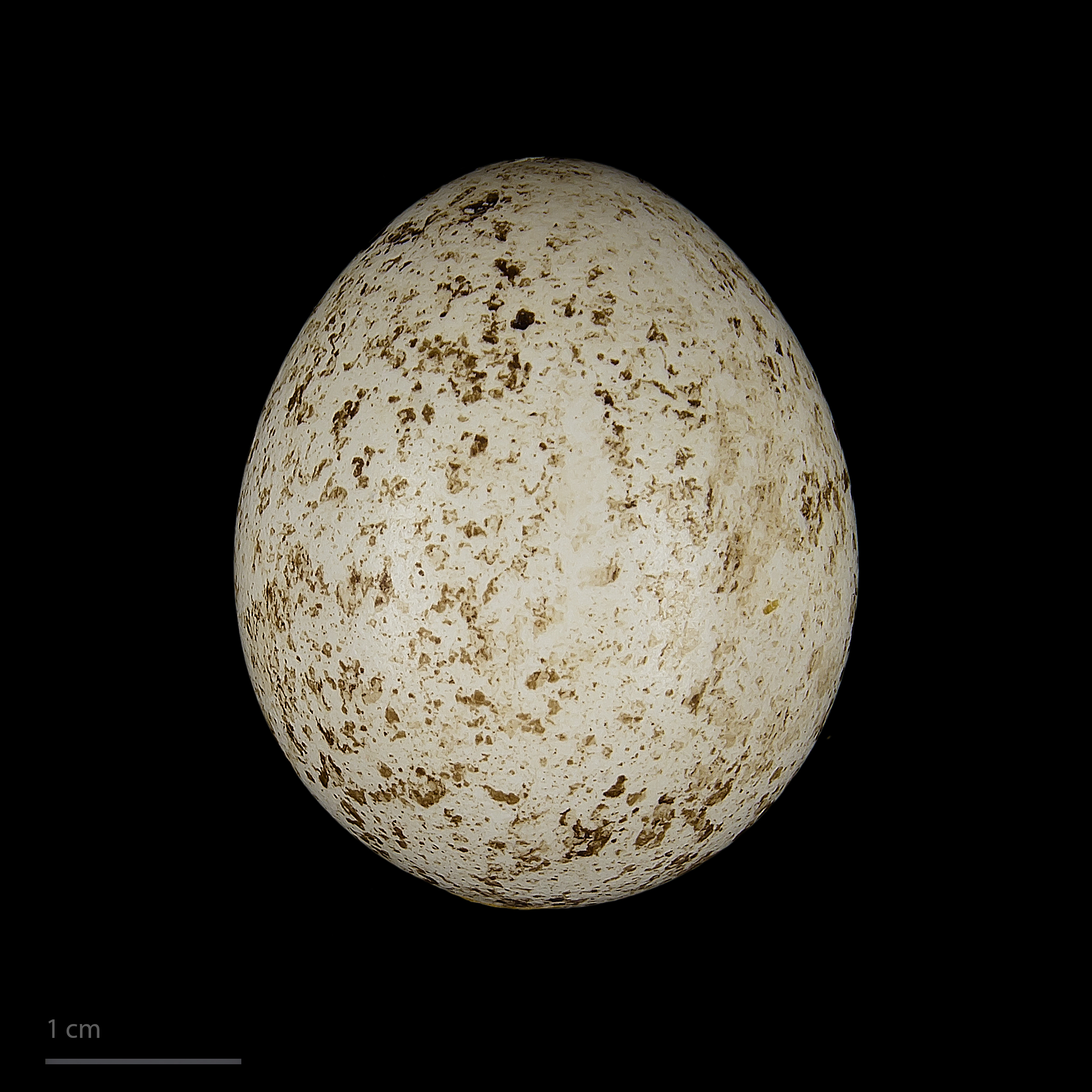
Falco sparverius - MHNT